# Make It in America Tour
Make It in America Tour fue la gira debut de conciertos de la actriz y cantante estadounidense Victoria Justice en compañía del cantante y actor estadounidense, Max Schneider estrella de la serie How to Rock y de la película Rags ambas originales de la cadena Nickelodeon. La gira dio inicio el 2 de agosto de 2012 en Costa Mesa, California y terminó el 14 de septiembre de 2012 en Allegan, Michigan.

## Actos de apertura
- Max Schneider

## Lista de canciones
1. "Make It Shine"
2. "Beggin' on Your Knees"
3. "Faster than Boyz"
4. "Valerie"
5. "You're the Reason"
6. "All I Want Is Everything"
7. "Not So Different" (con Max Schneider)
8. "Bruno Mars Medley!" (con Max Schneider)
9. "Take a Hint"
10. "Viva la Vida"
11. "Band Intros"
12. "Best Friend's Brother"
13. "Make It in America"

Acto Final
1. "I Want You Back" (cover de The Jackson 5)
2. "Freak the Freak Out"

## Fechas de la gira
| Fecha                                       | Ciudad                                      | País                                        | Lugar                                       | Asistencia                                  |
| Estados Unidos de América, Norte de América | Estados Unidos de América, Norte de América | Estados Unidos de América, Norte de América | Estados Unidos de América, Norte de América | Estados Unidos de América, Norte de América |
| ------------------------------------------- | ------------------------------------------- | ------------------------------------------- | ------------------------------------------- | ------------------------------------------- |
| 2 de agosto de 2012                         | Costa Mesa                                  | Estados Unidos                              | Pacific Amphitheatre                        | 7,998 / 8,042                               |
| 4 de agosto de 2012                         | Columbus                                    | Estados Unidos                              | Ohio State Fair                             | 4,994 / 4,994                               |
| 9 de agosto de 2012                         | West Allis                                  | Estados Unidos                              | Wisconsin State Fair Park                   | 1,587 / 1,601                               |
| 11 de agosto de 2012                        | Hamburg                                     | Estados Unidos                              | Erie County Fair                            | 374 / 374                                   |
| 13 de agosto de 2012                        | Hyannis                                     | Estados Unidos                              | Cape Cod Melody Tent                        | 2,300 / 2,300                               |
| 15 de agosto de 2012                        | Cohasset                                    | Estados Unidos                              | South Shore Music Circus                    | 238 / 238                                   |
| 16 de agosto de 2012                        | Philadelphia                                | Estados Unidos                              | Mann Center for the Performing Arts         | 4,743 / 4,743                               |
| 18 de agosto de 2012                        | Fairlea                                     | Estados Unidos                              | State Fair of West Virginia                 | 558 / 558                                   |
| 24 de agosto de 2012                        | Lima                                        | Estados Unidos                              | Allen County Fair                           | 1,408 / 1,408                               |
| 26 de agosto de 2012                        | Williamsburg                                | Estados Unidos                              | Busch Gardens                               | 3,741 / 3,741                               |
| 29 de agosto de 2012                        | Syracuse                                    | Estados Unidos                              | New York State Fair                         | 679 / 679                                   |
| 31 de agosto de 2012                        | Timonium                                    | Estados Unidos                              | Maryland State Fair                         | 1,980 / 1,980                               |
| 2 de septiembre de 2012                     | Allentown                                   | Estados Unidos                              | Allentown Fairgrounds                       | 4,567 / 4,567                               |
| 7 de septiembre de 2012                     | Hutchinson                                  | Estados Unidos                              | Kansas State Fair                           | 2,160 / 2,160                               |
| 9 de septiembre de 2012                     | Denver                                      | Estados Unidos                              | Elitch Gardens Theme Park                   | 935 / 935                                   |
| 10 de septiembre de 2012                    | Salt Lake City                              | Estados Unidos                              | Utah State Fair                             | 5,689 / 5,689                               |
| 14 de septiembre de 2012                    | Allegan                                     | Estados Unidos                              | Allegan County Fair                         | 2,906 / 2,906                               |
| Total                                       | Total                                       | Total                                       | Total                                       | 46,857 / 46,901 (99.9%)                     |